# Polystichum macleae
Polystichum macleae är en träjonväxtart som först beskrevs av Bak., och fick sitt nu gällande namn av Friedrich Ludwig Diels. Polystichum macleae ingår i släktet Polystichum och familjen Dryopteridaceae. Inga underarter finns listade.